# Pleurat III
Pleurat III (en llatí Pleuratus, en grec antic Πλεύρατος) fou un rei il·liri, fill i successor d'Escerdílides, que va governar des d'aproximadament el 205 aC fins al 180 aC.
Segurament ja va ser associat pel seu pare a les tasques de govern, bé ajudant-lo directament o governant a algunes de les tribus. El seu nom i el del seu pare apareix en el tractat d'aliança signat per Marc Valeri Leví amb els etolis el 211 aC. També apareix mencionat algunes vegades durant la guerra dels romans contra Filip V de Macedònia i a la pau signada amb aquest rei el 204 aC.
En aquest darrer any apareix tot sol en els documents i sembla doncs que el seu pare ja hauria mort. Quan la guerra contra el Regne de Macedònia es va reprendre el 201 aC, va oferir ajut al cònsol Publi Sulpici Galba però els seus serveis no van ser acceptats de moment i després no els van sol·licitar. Tot i que la seva intervenció no va ser necessària i no va proporcionar cap ajuda activa, Tit Quinti Flaminí el va recompensar per haver-se mantingut fidel a Roma a la pau del 196 aC amb l'entrega a Il·líria dels territoris de Lychnidus i dels parthini que abans depenien del Regne de Macedònia, segons Titus Livi i Polibi.
Durant la guerra de Marc Fulvi Nobílior contra la Lliga Etòlia el 189 aC altre cop va oferir ajut als romans i va posar a la seva disposició una flota de 60 vaixells que van saquejar les costes etòlies. Va morir no més tard del 180 aC, any en què apareix ja el seu fill Gentius com a rei.